# والتر پی. لوئیس
والتر پی. لوئیس (انگلیسی: Walter P. Lewis؛ ‏ ۱۰ ژوئن ۱۸۶۶ – ۳۰ ژانویهٔ ۱۹۳۲) بازیگر اهل ایالات متحده آمریکا بود.
از فیلم‌هایی که وی در آن نقش داشته‌است می‌توان به قهرمان من، برادران، سیمارون، کلبه عمو تام، وراثت، و بچه آریزونا اشاره کرد.